# Marcilly-en-Gault
Marcilly-en-Gault là một commune thuộc tỉnh Loir-et-Cher trong vùng Centre-Val de Loire miền trung nước Pháp.